# カローシュティー文字
カローシュティー文字（カローシュティーもじ、Kharoṣṭhī）とは、古代の南アジア西北部および中央アジアで用いられた文字。他の文字体系に影響を与えることなく滅亡した。現在知られる仏教関係の最古の文献はこの文字で書かれている。

## 概要
ブラーフミー文字が南アジア全体に影響したのに対し、カローシュティー文字の使われる地域は南アジアの西北部、現在のパキスタン北部とアフガニスタン東部に限られ、プラークリットの一種であるガンダーラ語を記すのに使われた。ブラーフミー文字と異なって右から左に書かれ、文字は筆記体風にくずして書かれる。アラム文字に由来することがはっきりしているが、アラム文字とは異なってブラーフミー文字と同様のアブギダであり、子音字は原形では母音aのついた音を表す。a以外の母音（i u e o r˳）が続くときは文字に記号を付加する。母音の長短は（ブラーフミー文字の影響を受けた末期のものを除いて）区別しない。また、ブラーフミー文字と異なり、母音のみの音節を表す専用の文字は存在しない。
カローシュティー文字でサンスクリットを記した文献もあるが、必要な文字のいくつかを欠いているため、サンスクリットを記すのには適していない。
仏教で「四十二字門」として知られる特殊な文字配列は、おそらくはカローシュティー文字に起源があるという。
漢訳仏典では音訳して「佉留書・佉楼書・佉盧瑟吒書」などと呼ばれている。「佉留書」は竺法護訳の『普曜経』に見える。「佉楼書」は5世紀に翻訳された『阿毘曇毘婆沙論』に見え、その箇所につけた『玄応音義』では「正しくは佉路瑟吒といい、北方の辺境の文字である」とする。玄奘訳の『阿毘達磨大毘婆沙論』では「佉盧瑟吒書」に作る。また、6世紀の僧祐『出三蔵記集』には「梵字は左から右に書き、佉楼の書は右から左に書き、蒼頡の書（=漢字）は上から下に書く」と記している。

## 歴史
この文字は紀元前6世紀〜紀元前5世紀ころ、ダレイオス1世によってインダス川以西のアケメネス朝の属州となった地域の言語を表現するために、ブラーフミー文字を知っているものが、アラム文字を借用して、便宜的に表記するために考案したものと考えられている。いっぽうリチャード・サロモンはカローシュティー文字はブラーフミー文字に先だって作られたと考えている。
パキスタンのカイバル・パクトゥンクワ州にあるマーンセヘラーとシャーバーズ・ガリーのアショーカ王磨崖碑文がこの文字で表記されており、紀元前3世紀ころにはこの文字が普及していたと判明している。アショーカ王以後も、サカ、クシャーナ朝の諸王によって採用されたが、紀元後3世紀ごろから衰退しはじめ、5 世紀以降はブラーフミー系文字に取ってかわられた。
一方、カローシュティー文字は中央アジアに伝播し、タリム盆地のオアシス都市や現在のウズベキスタンで、おそらく7世紀ごろまで使われた。
仏教・ジャイナ教の文献および『法苑珠林』から、カローッティー、カローシュティーの名称が確認された。

## アルファベットと数字
| I   | II  | III | X  | IX | IIX | IIIX | XX | IXX |
| --- | --- | --- | -- | -- | --- | ---- | -- | --- |
| 1   | 2   | 3   | 4  | 5  | 6   | 7    | 8  | 9   |
| ੭   | Ȝ   | ੭Ȝ  | Ȝ  | ੭Ȝ | Ȝ   | ੭Ȝ   |    |     |
| 10  | 20  | 30  | 40 | 50 | 60  | 70   |    |     |
| ʎI  | ʎII |     |    |    |     |      |    |     |
| 100 | 200 |     |    |    |     |      |    |     |

| 1  | 2  | 3   | 4    |   |   |
| 10 | 20 | 100 | 1000 |   |   |
| a  | i  | u   | e    | o | ṛ |
| k  | kh | g   | gh   |   |   |
| c  | ch | j   |      | ñ |   |
| ṭ  | ṭh | ḍ   | ḍh   | ṇ |   |
| t  | th | d   | dh   | n |   |
| p  | ph | b   | bh   | m |   |
| y  | r  | l   | v    |   |   |
| ś  | ṣ  | s   | h    |   |   |
| ḱ  | ṭ́h |     |      |   |   |

## カローシュティー文書の発見

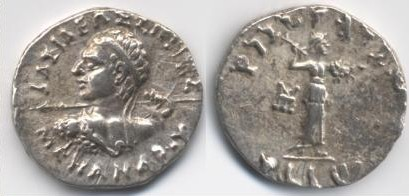
二言語使用のメナンドロス1世（紀元前150-130年）のテトラドラクマ銀貨。
表：ギリシャ文字でΒΑΣΙΛΕΩΣ ΣΩΤΗΡΟΣ ΜΕΝΑΝΔΡΟΥ、裏：カローシュティー文字で MAHARAJASA TRATARASA MENADRASA。ともに「救済者で王のメナンドロスの」の意。雷光と盾をもつアテナの図。タキシラ鋳造印

両面にギリシャ文字とカローシュティー文字を記した硬貨が知られ、1840年頃イギリス東インド会社のカルカッタ（現：コルカタ）造幣局分析技師であったジェームズ・プリンセプによって解読された。この解読結果により、アショーカ王の磨崖碑文も解読された。
1892年にフランスの探検家デュトルイユ・ド・ランが、ホータン近辺でカローシュティー文字で書かれた『法句経』の断片を発見した。

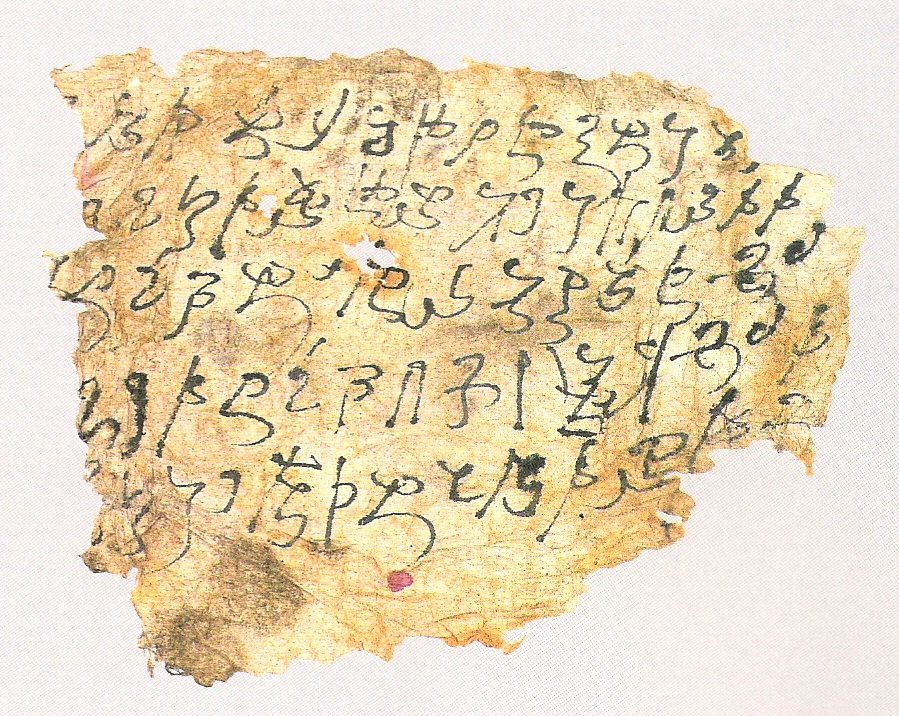
カローシュティー文書の断片。2世紀から5世紀のもの。新疆博物館所蔵。

1901年1月、ホータンでダンダン・ウイリクの砂に埋もれた仏教寺院跡の発掘を終えたばかりのオーレル・スタインは、ニヤ遺跡での第一回目の発掘調査を行い、カローシュティー文字が書かれた多数の木簡や羊の皮の文書を発見した。前年の3月には、スヴェン・ヘディンがタリム盆地の東端に楼蘭遺跡を発見していたが、その1年後に、今度はスタインによって、タリム盆地の西の沙漠中で、楼蘭王国の実像を語る大量のカローシュティー文字の文書が発見された。このときニヤ遺跡で発見されたカローシュティー文書はおおよそ430点であった。1906年の第二回目の調査では、ニヤ遺跡、エンデレ遺跡、楼蘭の各地点の遺跡から280点ほど、さらに1913年の第三回目の調査では、新たにニヤ遺跡および楼蘭遺跡から50点ばかりを発掘した。
スタインはカローシュティー文書とはどういうものであるかを、ニヤ遺跡においてそれを発見した時の興奮とともに『中央アジア踏査記』の中で詳しく語っている。
この発見によって当時の鄯善国（クロライナ）および于闐国（コータンナ）の生活や、地名・人名の発音がわかるようになり、西域諸国の歴史の空白部分を埋める重要な手掛かりとなった。
1990年代以降、アフガン内戦にともなって多くの遺物がアフガニスタンから海外に流出し、その中にはカローシュティー文字で書かれた文書もあった。ハッダから出土したカローシュティー文字の樺皮文書29巻は1994年に大英図書館に寄贈された。バーミヤーン出土の文書は多くノルウェーの蒐集家スコイエンが購入し、その数は1万点以上にのぼるが、その中にはカローシュティー文字の大乗仏典『賢劫経』の貝葉写本も含まれる。日本では平山郁夫・林寺厳州が入手した。
アフガニスタンとパキスタンの国境付近で得られたといわれる樺皮文書には『八千頌般若経』の巻1-5に相当する部分が含まれ、放射性炭素年代測定によると1世紀後半ごろのものであるという。内容は支婁迦讖訳の『道行般若経』より古い形を保っている。
詳細はガンダーラ語仏教写本を参照。
変わった所では中国の陝西省長安県の石仏寺から1979年に出土した仏像の背面にカローシュティー文字が書かれていた例がある。また、洛陽からもカローシュティー文字で書かれた碑文が発見されている。

## Unicode
Unicode では、以下の領域に次の文字が収録されている。
| U+    | 0 | 1 | 2 | 3 | 4 | 5 | 6 | 7 | 8 | 9 | A | B | C | D | E | F |
| ----- | - | - | - | - | - | - | - | - | - | - | - | - | - | - | - | - |
| 10A00 | 𐨀 | 𐨁  | 𐨂  | 𐨃  |   | 𐨅  | 𐨆  |   |   |   |   |   | 𐨌  | 𐨍  | 𐨎  | 𐨏  |
| 10A10 | 𐨐 | 𐨑 | 𐨒 | 𐨓 |   | 𐨕 | 𐨖 | 𐨗 |   | 𐨙 | 𐨚 | 𐨛 | 𐨜 | 𐨝 | 𐨞 | 𐨟 |
| 10A20 | 𐨠 | 𐨡 | 𐨢 | 𐨣 | 𐨤 | 𐨥 | 𐨦 | 𐨧 | 𐨨 | 𐨩 | 𐨪 | 𐨫 | 𐨬 | 𐨭 | 𐨮 | 𐨯 |
| 10A30 | 𐨰 | 𐨱 | 𐨲 | 𐨳 |   |   |   |   | 𐨸  | 𐨹  | 𐨺  |   |   |   |   | 𐨿  |
| 10A40 | 𐩀 | 𐩁 | 𐩂 | 𐩃 | 𐩄 | 𐩅 | 𐩆 | 𐩇 |   |   |   |   |   |   |   |   |
| 10A50 | 𐩐 | 𐩑 | 𐩒 | 𐩓 | 𐩔 | 𐩕 | 𐩖 | 𐩗 | 𐩘 |   |   |   |   |   |   |   |

## 参考資料
- 岩村忍『文明の十字路=中央アジアの歴史』（講談社、2007年、ISBN 9784061598034）
- 赤松明彦『楼蘭王国 ロプ・ノール湖畔の四千年』（中公新書、2005年、ISBN 4121018230）
- Salomon, Richard D. (1996). “Brahmi and Kharoshthi”. In Daniels, Peter T., Bright, William. The World's Writing Systems. Oxford University Press. pp. 373-383. ISBN 0195079930
- Salomon, Richard (1998). Indian Epigraphy. Oxford University Press. ISBN 0195099842